# Asini Pol·lió (orador)
Asini Pol·lió (en llatí Asinius Pollio) va ser un sofista romà però nadiu de Tral·les a l'Àsia Menor.
Suides l'anomena sofista i filòsof i diu que va ensenyar a Roma en temps de Gneu Pompeu Magne, que va succeir a Timàgenes a la direcció d'una escola de retòrica. Timàgenes va florir l'any 55 aC i, per tant, Pol·lió hauria viscut a la segona meitat del segle i aC. A jutjar pel nom, va ser un llibert de Gai Asini Pol·lió.
A Suides se li atribueixen les següents obres:
- 1. Epítom de Ατθίς o ̓Ατθίδες o Ιστορίαι de Filòcor
- 2. Memorabilia  del filòsof Musoni. Erròniament atribuïda, ja que Musoni va viure al segle i. Podria ser una obra de Valeri Pol·lió.
- 3. Epítom de les Geòrgiques de Diòfanes de Nicea
- 4. Un comentari sobre un treball d'Aristòtil sobre els animals
- 5. Una obre sobre la guerra civil entre Cèsar i Pompeu, potser una traducció al grec de l'obra (o una part) de Gai Asini Pol·lió.[1]